# ナナマル サンバツ
『ナナマル サンバツ』は、杉基イクラによる日本の漫画。『ヤングエース』（KADOKAWA）において、2010年12月号から2020年11月号まで連載された。

## 概要
「競技クイズ」を題材とした漫画で、タイトルは早押しクイズの形式の1つ「7○3×」に由来する。
『全国高等学校クイズ選手権』（通称・高校生クイズ）などのテレビ番組をはじめとして、普段何気なく触れているクイズを入り口にクイズ初心者の視点から競技クイズが描かれている。そのため、本作ではクイズ番組を意識した描写が随所で見られる。リアルなクイズ業界を描くために、長戸勇人などが在籍するクイズ制作会社セブンワンダーズが監修として協力している。
2011年4月29日から5月8日まで、クイズゲーム『Answer×Answer Live!』とのコラボイベントが開催された。後に『ヤングエース』2011年7月号にて、このイベントの体験レポート漫画が掲載された。
小説版が2013年10月に児童書の角川つばさ文庫レーベルにて刊行された。ノベライズは伊豆平成が担当し、挿絵は原作者の杉基イクラが担当する。
舞台となっているさいたま市には、高校生クイズで初の連覇を果たした浦和高校があり、モデルとする説もある（文蔵高校は市内の地名に由来）。ただ、さいたま市内には他にも栄東高校や大宮高校など複数の高校にクイズ研究会があるため、明確なモデルは不明である。
『ヤングエース』2016年9月号に「メディア化企画進行中」と発表（同年12月にテレビアニメとして放映されることが発表）され、2017年7月から9月にかけて日本テレビほかにて放送された。
作者の漫画家生活30周年を記念し、『ヤングエース』2025年4月号に特別読み切りが掲載された。

## あらすじ
主人公・越山識は、新入生歓迎会で「クイズ研究会」による早押しクイズ大会に参加することになる。クラスメイトの競技クイズ経験者・深見真理の早押しに圧倒され、最初は戸惑うばかりだった識だが、彼女の早押しを見ているうちに、「早押しクイズの問いには答えを確定できるポイントがある」ことを理解した。そして知識と推理でコツをつかんだことで難問に正解し、それまで経験したことのない感動を得た。
その後、真理に知識量を見込まれ、新入生向けのクイズ大会に誘われた識は、そこで0.1秒を争う「競技クイズ」の世界を目の当たりにする。大会で出会った御来屋千智の実力に圧倒されながらも、識は競技クイズにのめり込んでいく。

## 登場人物

### 文蔵高校
越山 識（こしやま しき）
声 - 堀江瞬
本作の主人公。文蔵高校1年生。クイズ研究会所属。3月24日生まれ。
髪は明るめの茶髪で、童顔で眼鏡を掛けている。体躯は小柄で、衣服はジュニアサイズ。性格は内向的で、引っ込み思案。
幼い頃に父を亡くして以来、母子家庭であり、母親(声：長尾明希)はさいたま市立北文蔵図書館の司書を務める。その関係で小学校のときから図書館に入り浸る「本の虫」で、深見や御来屋も一目置くほどの底知れない知識量を有する。
得意分野は文学・歴史、苦手分野は芸能や漫画・アニメ・ゲームなど。
深見 真理（ふかみ まり）
声 - 川島海荷
本作のヒロイン。文蔵高校1年生。クイズ研究会所属。
茶髪ストレートの少女で、ヘアバンドを身につけている。識のクラスメイトで、クラスでは女子図書委員を務める。
中学時代からクイズを嗜んでいたためベタ問の早押しを得意としており、特に語源問題に明るい。明るい性格で男子とも気さくに話す。
クイズの話になると、我を忘れて突飛な行動に出てしまうことが多く（作者いわく「クイズばかの残念ヒロイン」）、早押し以外は不器用である。
井上 大将（いのうえ だいすけ）
声 - 畠中祐
文蔵高校1年生。クイズ研究会所属。
黒髪短髪で小太りな少年。識や真理のクラスメイトで、クラスでは図書委員を務める。真理の気を引くためにクイズ研究会に参加する。
芸能や漫画・アニメ・ゲームなどオタク系の問題やアニメやゲームから派生した知識などに強く、また珠算二段の特技を持つため暗算も得意である。
笹島 学人（ささじま がくと）
声 - 佐藤拓也
文蔵高校2年生。クイズ研究会会長。
眼鏡を掛けた長身の男子。1年生のときに開城学園高校から転入し、文蔵高校クイズ研究会を立ち上げた。
ポケットの中に早押しボタンの端子を忍ばせて日々ボタンの感触を確かめているなどエキセントリックな行動と物言いが目立つが、基本的に性格は真面目でしっかりしている。
クイズにも真摯に取り組んでいて実力も高く、他校のクイズ部員からも一目置かれている。
京都出身だが、開城入学を機に父親の単身赴任先である埼玉に転居。以来問い読みでつっこまれたくないからと標準語でしゃべるが、ときどきイントネーションに違和感がある。
開城学園高校の1年生だった頃は真理の兄である誠司とも面識があり、すでに優れた部員として評価が高かった誠司をも凌ぐ逸材として注目されていた。一方で常勝を旨とする伝統にこだわる部の方針には疑問を感じており、伝統にこだわる先輩たちとは距離を置いていた。
試合で強豪校と戦う際、誠司とは違うチームになってしまい、自分たちのチームを勝たせるために誠司たちのチームが早押しで誤答を繰り返すというプレイスタイルを先輩たちに強要されていることに気付く。誠司が会場中から嘲笑を浴びる中、誠司を捨て駒扱いする部の方針に反発した学人もわざと早押しで誤答を繰り返し最終的に実力で勝利することで誠司を救おうとした。
試合終了後、誠司を捨て駒にしてでも伝統にこだわる部に愛想を尽かし自分が求めるクイズは開城学園高校ではできないと確信。事後報告という形で転校し開城学園高校を去る。文蔵高校に転校しクイズ研究会を立ち上げたことが真理や識の運命を大きく動かすこととなった。
笹島 迅子（ささじま じんこ）
声 - 松田颯水
文蔵高校1年生。クイズ研究会技術顧問だが、正式な会員かどうかは不明である。
学人の妹。関西弁を話す。
電子工作を得意とする「弱電女子」。祖父の京都の工場で学ぶ。物作りが趣味なので、クイズは非生産的だと思っている。会で使う早押し機の製作を担当した。巨乳。
黒田 良勝（くろだ よしかつ）
声 - 岩瀬周平
文蔵高校1年生。識のクラスメイト。バスケットボール部員で、中学時代から名が知られていた。

### 宮浦高校
御来屋 千智（みくりや ちさと）
声 - 石川界人
宮浦高校1年生。クイズ研究部所属。黒髪でツリ目の男子。
早押しのスピードやパラレル問題の分岐の判断など、新入生らしからぬ実力を持ったクイズプレーヤー。新入生向けのクイズ大会で識に興味を持ち、ライバル視するようになる。
クイズ欲の塊で、私生活でもクイズゲーム『クイズ帝国』シリーズのランカー。
理系なので、文系問題にはまだ穴がある。
芦屋 洋介（あしや ようすけ）
声 - 羽多野渉
宮浦高校3年生。クイズ研究部部長。赤河田高校の新名と親しい。
得意ジャンルはサッカー。御来屋の実力を認め、単なる後輩ではなくライバルとして扱っている。
江住 圭（えすみ けい）
宮浦高校3年生。クイズ研究部所属。隠れぷらねっとファン。
前年の『SQUARE』に芦屋とチームを組んで出場し、今年の『SQUARE』にも同じチームで出場する。
梅本 佑太朗（うめもと ゆうたろう）
宮浦高校2年生。クイズ研究部所属。愛称は「梅ちん」。
宮浦の2年生の中ではかなりの実力者である。
丸山 亘（まるやま わたる）
声 - 八代拓
宮浦高校1年生。クイズ研究部所属。小太りでメガネを掛けた男子。
中間試験2日前にもかかわらず、女子校だからという理由だけで麻ヶ丘例会に参加する。
向井 亮太（むかい りょうた）
声 - 白井悠介
宮浦高校1年生。クイズ研究部所属。黒髪でタレ目の男子。
丸山につられて麻ヶ丘例会に参加する。

### 麻ヶ丘女子高校
上月 由貴（こうづき ゆき）
声 - M・A・O
麻ヶ丘女子高校1年生。クイズ研究部所属。
茶髪ショートの少女。真理の中学時代からの友人で、真理とは「真理りん」「由貴っち」と呼び合う間柄。早押し機を欲する真理にアルバイトを勧め、後に真理とともにメイドカフェでアルバイトを始めた。
苑原 千明（そのはら ちあき）
声 - 佐倉綾音
麻ヶ丘女子高校3年生。クイズ研究部部長。黒髪ストレートで眼鏡を掛けた女子。女帝の二つ名で呼ばれる。
近隣の高校クイズ研究会会員を集めて行われた6月例会では大会委員長を務め、凝った演出や外連味のある問題形式を用意した。
九条 このみ（くじょう このみ）
声 - 戸田めぐみ
麻ヶ丘女子高校3年生。クイズ研究部所属。6月例会では問い読みを担当した。
朝比奈 栞（あさひな しおり）
麻ヶ丘女子高校2年生。クイズ研究部所属。塩顔男子が大好物である。
剣持 文伽（けんもち ふみか）
声 - 東城日沙子
麻ヶ丘女子高校1年生。クイズ研究部所属。
ツインテールの少女で、腐女子の気がある。
古河 珠美（こがわ たまみ）
声 - もものはるな
麻ヶ丘女子高校2年生。クイズ研究部所属で、2年からクイズ研究部に入部した。
眼鏡を掛けた小太りな女子。井上に興味を持つ。剣持同様、腐女子の気がある（他の部員も多かれ少なかれ腐女子の気があり、その気が全くないのは由貴のみ）。

### 赤河田高校・中学校
新名 匠（にいな たくみ）
声 - 鈴木達央
赤河田高校3年生。クイズ研究部部長。
新入生向けのクイズ大会で司会進行を担当した。世話好きで面倒見がよいが、どこか抜けている。普段は糸目だが、たまに開眼する。
例会のペーパーテストにてトップクラスの正解数を出し（解答欄がずれていたため、無効となったが）、精度には欠けるものの早押しにも長けるなど、部長の名に恥じぬ高い実力を誇る。
中澤 藤一郎（なかざわ とういちろう）
声 - 室元気
赤河田高校3年生。クイズ研究部所属。
新入生向けのクイズ大会で問い読みを担当した。新名とは気の置けない関係。
佐々木 一（ささき はじめ）
声 - 山谷祥生
赤河田中学校1年生。クイズ研究部所属。ベタ問早押しが得意である。
新入生向けのクイズ大会で決勝に進出するが、御来屋に敗れる。長戸勇人『クイズは創造力』の愛読者。
苑原 明良（そのはら あきら）
声 - 永塚拓馬
赤河田中学校3年生。苑原千明の弟。
女装が趣味だが、秋葉原のゲームセンターで不良を追い払うほどの気の強さを見せる。その際出会った識に興味を持ち、その後、クイズ研究部に入部した。
挑発するのもされるのも大好き。不真面目でエキセントリックな言動が目立ち、麻ヶ丘女子高校主催の例会ではルール違反ギリギリの行為を繰り返す。

### 開城学園高校・中学校
大蔵 邦光（おおくら くにみつ）
声 - 前野智昭
開城学園高校2年生。クイズ研究部部長。高校生には見えない貫禄がある。学人と誠司が部を去ったことを惜しんでいる。
全国模試文系1位。早押しはやや遅いが、筆記クイズが得意である。
誠司がかつて先輩たちに望まぬプレイスタイルを強要された際に助けられなかったことを悔やんでおり、誠司が戻ってきてくれるのをずっと待っていた。
深見 誠司（ふかみ せいじ）
声 - 緑川光
真理の兄。開城学園高校2年生。
作中随一の美形であり、プライドが高く高潔な性格。
1年生の頃から優れた部員として評価が高く、学人をライバル視しつつも互いに実力の高さを認め競い合う仲だった。SQ準決勝で強豪校である聖ルイージ学園とぶつかった際、学人のチームを勝たせるため、誠司のチームは聖ルイージ学園の得意な問題を潰すことだけに専念するよう部長から命令される。常勝を旨とする部の伝統存続のため、慣れない早押しで誤答を繰り返す捨て石となることを明言され、誠司の抗議は無視されてしまう。部長命令に逆らえず早押しで誤答を繰り返し会場中から嘲笑を浴びる中、誠司が望まぬプレイスタイルを強要されていることに気付いたのは学人だけであり、これに怒りを感じた学人もわざと早押しで誤答を繰り返し最終的に実力で勝利することで誠司を救おうとした。
会場中からの嘲笑に加え部の伝統のため捨て石扱いされたこと、学人よりも格下であると部員から見なされていたことに深く傷ついてしまう。更に切磋琢磨していた学人と正々堂々と戦うことすら許されず、先輩たちからは捨て石にもなれない役立たずと誹謗中傷を受け、その後はクイズから遠ざかってしまう。
１年ほどクイズから遠ざかり真理にもクイズをやめるよう促していたが、学人たちが風邪をひいた真理の見舞いに来た際、真理とクイズ対決することになり忘れていた情熱を思い出す。邦光からも、かつて先輩たちによって誠司が望まぬプレイスタイルを強要されたことに気付かなったことを謝罪され、自分を待っていてくれた仲間たちの待つ部へと復帰した。
近衛 春臣（このえ はるおみ）
声 - 増田俊樹
開城学園高校2年生。クイズ研究部所属。チャラいルックスだが実力者である。
早押しはガツガツ押すタイプ。得意ジャンルは古典芸能。
邦光同様、誠司がかつて先輩たちに望まぬプレイスタイルを強要された際に助けられなかったことを悔やんでおり、誠司が戻ってきてくれるのをずっと待っていた。
柴田 勝（しばた まさる）
声 - 榎木淳弥
開城学園高校2年生。クイズ研究部所属。実力上位者。
得意ジャンルは社会・経済。
邦光同様、誠司がかつて先輩たちに望まぬプレイスタイルを強要された際に助けられなかったことを悔やんでおり、誠司が戻ってきてくれるのをずっと待っていた。
細川（ほそかわ）
開城学園高校1年生。
熊田（くまだ）
開城学園高校1年生。
小原（おはら）
声 - 井上雄貴
開城学園中学校1年生。クイズ研究部所属。
赤河田中学の佐々木を上回る早押しの速さと知識量を持つ。麻ヶ丘女子高校主催の例会では、明良に振り回される形で自滅した。

### レオニール高校
戸塚 光太郎（とづか こうたろう）
声 - 古川慎
レオニール高校3年生。クイズ研究部部長。真面目で潔癖症の気がある。神南大付属高校をライバル視している。
小泉 桔平（こいずみ きっぺい）
レオニール高校2年生。麻ヶ丘女子高校主催の例会では、明良に「目つきアヤシイ」ことを理由に攻撃対象にされ、失格となってしまう。
川端 直人（かわばた なおと）
レオニール高校1年生。

### 神南大付属高校
花房 ミノル（はなぶさ みのる）
声 - 岸尾だいすけ
神南大付属高校3年生。クイズ研究部部長。おちゃらけて見えるがかなりの実力者で、「早押しスピードスター」の異名を持つ。
明良の素人ならではの大胆さや、ルールの穴を衝いた戦法を面白がっている。
渋谷 大樹（しぶや ひろき）
神南大付属高校3年生。クイズ研究部所属。花房と似て非常におおらかな感じの男。麻ヶ丘例会ペーパークイズでは花房より上位に付けた。
金井 晋吾（かない しんご）
神南大付属高校2年生。クイズ研究部所属。花房から「次期スピードスター」と期待されるほどの早押しスピードを持つ。
矢木 明日香（やぎ あすか）
声 - Lynn
神南大付属高校1年生。クイズ研究部所属。唯一の女子部員。
麻ヶ丘例会で真理とペアを組む。

### 関西勢
林田 耕助（はやしだ こうすけ）
東楊高校2年生。落語家の見習いをしている。京都の社会人クイズサークル「近畿クイズ愛好会」所属。会った相手にいきなりなぞなぞを出す。
大槻 凛子（おおつき りんこ）
東楊高校1年生。あだ名は「りんご」。自宅は旅館で、近畿クイズ愛好会の会場になっている。
八尾 神楽（はちお かぐら）
東楊高校3年生。迅子に「姐さん」と呼ばれている。遠慮なく思ったことを言ってしまう。
天満 竜壱（てんま りゅういち）、天満 虎壱（てんま とらいち）
竜壱は大阪帝山高校2年生、虎壱は大阪帝山高校1年生。ともに東楊高校から引き抜かれた。やる気はないが圧倒的なクイズの実力がある。
徳間（とくま）
近畿クイズ愛好会の会長。本職は僧侶で、寺で学習塾を開き、学人が通っていた。かつて『ウルトラ』でアメリカを横断したことがある。

### SQUARE関係者
三咲（みさき）
『SQUARE』ではプロデューサーを務める。41歳。
「ロスジェネ世代」（視聴者参加型クイズ番組の激減に直面した世代）。学生時代からオープン大会を企画するのが趣味であり、それが講じて企画業兼クイズ作家になった。（株）セブンス企画所属。
吉 ジョヲジ（きち じょをじ）
お笑いコンビ「オレンジライン」のインテリ芸人枠。『SQUARE』では司会を務める。35歳。
ラジオDJやコメンテーターとしても活躍中。大学クイズ研出身。芸能人IQグランプリ3連覇中。
ぷらねっと
現役女子中高生アイドルグループ。リーダーのはるか（16・高1）を始め、ひかる（14・中2）・きらり（15・中3）・みらい（17・高2）の4人からなる。
2年半前にメジャーデビューし、シングルをこれまでに7枚リリースしている。
『SQUARE』では一般参加者に混ざり参戦。準決勝では文蔵高校と対決する。
鳳 正彦（おおとり まさひこ）
『SQUARE』を中継する動画サイトを運営する企業の社長。また、同大会の大会長を務める。
東大クイズ研OBという経歴を持ち、かつては「東の鳳、西の徳間」と称された。
大野（おおの）
『SQUARE』でレポーターおよびサブ司会を務める女性。

## 用語
例会（れいかい）
部活動の対外試合のようなもので、各校持ち回りで主催となってクイズ大会をすること。本来はクイズサークルが行う普段の活動そのもので、定例会と呼ぶべきものである。
SQUARE（スクエア）
全日本U-18のクイズ大会。年1回8月頃行われる。4人1組のチーム戦。SQと略されることがある。
文蔵高校（ぶぞうこうこう）
埼玉県の公立高校。共学校。識や真理が通っている。偏差値59。
宮浦高校（みやうらこうこう）
埼玉県の公立高校。男子校。文蔵高校の隣町にある。偏差値73。
麻ヶ丘女子高校（あさがおかじょしこうこう）
私立の女子校。ミッションスクール。偏差値63。
赤河田高校・中学校（せきがわたこうこう・ちゅうがっこう）
東京都の私立の中高一貫校。男子校。偏差値74。
開城学園高校・中学校（かいじょうがくえんこうこう・ちゅうがっこう）
東京都の私立の中高一貫校。男子校。偏差値77で、某国立有名大学への進学率ナンバー1の超エリート校である。
レオニール高校（レオニールこうこう）
千葉県の私立高校。共学校だが男子が多く、クイズ研究会員は男子のみ。神南大付属高校とはライバル関係である。偏差値70。
神南大付属高校（かんなみだいふぞくこうこう）
神奈川県の私立高校。共学校。制服のない私服校。レオニール高校とはライバル関係である。偏差値69。
クイズ用語については、以下の項目を参照。
- クイズ
- 早押しクイズ
- 短文クイズ
- 長文クイズ
- ボードクイズ
- 多答クイズ
- 択一クイズ
- ○×クイズ

## 書誌情報

### 漫画
- 杉基イクラ『ナナマル サンバツ』 KADOKAWA〈角川コミックス・エース〉、全20巻
  1. 2011年4月27日発売[角 1]、ISBN 978-4-04-715689-0
  2. 2011年8月2日発売[角 2]、ISBN 978-4-04-715749-1
  3. 2012年3月1日発売[角 3]、ISBN 978-4-04-120125-1
  4. 2012年8月31日発売[角 4]、ISBN 978-4-04-120329-3
  5. 2013年4月2日発売[角 5]、ISBN 978-4-04-120626-3
  6. 2013年8月31日発売[角 6]、ISBN 978-4-04-120826-7
  7. 2013年12月28日発売[角 7]、ISBN 978-4-04-120941-7
  8. 2014年7月4日発売[角 8]、ISBN 978-4-04-101530-8
  9. 2014年12月29日発売[角 9]、ISBN 978-4-04-101531-5
  10. 2015年7月4日発売[角 10]、ISBN 978-4-04-102869-8
  11. 2015年12月4日発売[角 11]、ISBN 978-4-04-102870-4
  12. 2016年8月4日発売[角 12]、ISBN 978-4-04-104281-6
  13. 2016年12月31日発売[角 13]、ISBN 978-4-04-105038-5
  14. 2017年7月4日発売[角 14]、ISBN 978-4-04-105790-2
  15. 2018年3月2日発売[角 15]、ISBN 978-4-04-105791-9
  16. 2018年10月4日発売[角 16]、ISBN 978-4-04-107155-7
  17. 2019年3月4日発売[角 17]、ISBN 978-4-04-107158-8
  18. 2019年10月4日発売[角 18]、ISBN 978-4-04-108588-2
  19. 2020年10月2日発売[角 19]、ISBN 978-4-04-108589-9
  20. 2020年11月4日発売[角 20]、ISBN 978-4-04-110705-8

### 小説
児童書レーベルの角川つばさ文庫レーベルにて発売された。著者は伊豆平成、イラストは原作者の杉基イクラが担当している。
1. 2013年10月10日発売、ISBN 978-4-04-631348-5
2. 2014年4月11日発売、ISBN 978-4-04-631384-3

## テレビアニメ
2017年7月から9月まで日本テレビほかにて放送された。本放送においては同時期に日テレ系で放送する『第37回全国高等学校クイズ選手権 高校生クイズ2017』とのコラボレーションにより、同番組で総合司会を担当する日テレアナウンサー・桝太一が自身をSDアニメキャラ化した「クイズマスター」役として、本編後に放送するミニアニメコーナーにおいて声の出演を果たした。また、ヒロインの深見真理役には、日テレ朝の情報番組『ZIP!』の総合司会を桝と務める川島海荷が抜擢された。前述のミニアニメコーナーで、桝と川島が共演している。同時に、作中では原作のSQUAREにあたる大会として高校生クイズが示されており、第12問のエンドロールは第37回高校生クイズの放送内容に因んだものとなっている。
日テレ深夜アニメ枠は『うどんの国の金色毛鞠』放送終了（2016年12月）以来半年間途絶えていたが、本作から再開された。また、日テレの水曜未明（火曜深夜）枠のアニメとしては『HUNTER×HUNTER』放送終了（2014年9月）以来、約2年9カ月ぶりの再開となる。これを機に、新たな放送枠として「AnichU」が設けられたく。

### スタッフ
- 原作 - 杉基イクラ[21]
- 監督 - 大宙征基[21]
- 助監督 - 古賀一臣
- シリーズ構成 - 柿原優子[21]
- キャラクターデザイン - 高鉾誠[21]
- デザインワークス - 森木靖泰
- 美術監督 - 大西穣[21]
- 美術設定 - 坂本竜
- 色彩設計 - 鈴木依里[21]
- 撮影監督 - 蒲原有子[21]
- 編集 - 坪根健太郎[21]
- 音響監督 - 渡辺淳[21]
- 音楽 - 百石元[21]
- 音楽制作 - 日本テレビ音楽、トムス・ミュージック
- プロデューサー - 佐々木まりな、山川剛史、小田元浩、正木大督
- アニメーション制作 - TMS/だぶるいーぐる[21]
- 製作 - 7○3×クイズ研究会（日本テレビ、トムス・エンタテインメント、東映ビデオ、KADOKAWA）

### 主題歌
「On My MiND」
Mrs. GREEN APPLEによるオープニングテーマ。作詞・作曲・編曲は大森元貴。
第10話エンディングのミニアニメパートでは「ミセスグリーンアップル高校の生徒たち」という設定でメンバーたちが声の出演、クイズマスターに出題をした。
「○○○○○」
ベイビーレイズJAPANによるエンディングテーマ。作詞は永塚健登、作曲はAKIRASTAR、編曲はJUNK FUNK PUNK。

### 各話リスト
| 話数   | サブタイトル                   | 脚本     | 絵コンテ   | 演出              | 作画監督                                   | 総作画監督            |
| ------ | ------------------------------ | -------- | ---------- | ----------------- | ------------------------------------------ | --------------------- |
| 第1問  | キミもクイズ王にならないか？   | 柿原優子 | 大宙征基   | 斉藤啓也          | 高鉾誠                                     | -                     |
| 第2問  | 0.01秒の世界!?                 | 山下憲一 | 大宙征基   | 吉田俊司          | 桑原麻衣、阿曽仁美 坂本ひろみ、滝口弘喜    | 坂本ひろみ            |
| 第3問  | 解答権が欲しければ／           | 広田光毅 | 辻初樹     | 藤本義孝          | 河西睦月、袴田裕二 早川淳一、Lee Dong Wook | 小松真梨子            |
| 第4問  | 謎の美少女登場ですが、         | 千葉美鈴 | 田頭しのぶ | 前園文夫          | 飯塚英里、菅原浩喜 漢人寛子                | 高鉾誠                |
| 第5問  | 文蔵vs宮浦！ピコーン♪          | 千葉美鈴 | 斉藤啓也   | 斉藤啓也          | 島田英明、竹森由加                         | 坂本ひろみ            |
| 第6問  | A.メイド B.チュウサ C.コアクマ | 広田光毅 | 古賀一臣   | 古賀一臣          | 中野彰子、ふくだのりゆき 中本尚子          | 平山智                |
| 第7問  | ……ふたりの過去問               | 山下憲一 | 備前克彦   | 備前克彦          | 森亜弥子、池内直子                         | 高鉾誠                |
| 第8問  | ＼ごきげんよう／麻ヶ丘例会！   | 柿原優子 | 大宙征基   | 鈴木恭兵          | 桑原麻衣、阿曽仁美                         | 坂本ひろみ 滝口弘喜   |
| 第9問  | 王道×邪道                      | 千葉美鈴 | 辻初樹     | 古賀一臣 球野貴裕 | 桜井木の実、飯飼一幸                       | 高鉾誠                |
| 第10問 | とびきりの超エース様☆          | 広田光毅 | 斉藤啓也   | 斉藤啓也          | 平山智、三浦雅子 近藤いずみ                | 平山智 高鉾誠         |
| 第11問 | Q.なぜ答えるのか？             | 山下憲一 | 田頭しのぶ | 前園文夫          | 飯塚英里、相原理沙 菅原浩喜、漢人寛子      | 坂本ひろみ 小松真梨子 |
| 第12問 | A.そこにクイズがあるから！     | 柿原優子 | 大宙征基   | 古賀一臣          | 阿曽仁美、桑原麻衣 中本尚子、滝口弘喜      | 高鉾誠                |

### 放送局
| 放送期間                | 放送時間                     | 放送局         | 対象地域   | 備考                             |
| ----------------------- | ---------------------------- | -------------- | ---------- | -------------------------------- |
| 2017年7月5日 - 9月20日  | 水曜 1:59 - 2:29（火曜深夜） | 日本テレビ     | 関東広域圏 | 製作委員会参加 / 『AnichU』第1部 |
| 2017年7月15日 - 9月30日 | 土曜 1:27 - 1:57（金曜深夜） | 青森放送       | 青森県     |                                  |
|                         | 土曜 2:00 - 2:30（金曜深夜） | ミヤギテレビ   | 宮城県     |                                  |
| 2017年8月6日 - 10月22日 | 日曜 2:10 - 2:40（土曜深夜） | 福島中央テレビ | 福島県     |                                  |
|                         | 日曜 23:20 - 23:50           | ファミリー劇場 | 日本全域   | CS放送                           |

### BD / DVD
| 巻 | 発売日        | 収録話          | 規格品番   | 規格品番   |
| 巻 | 発売日        | 収録話          | BD         | DVD        |
| -- | ------------- | --------------- | ---------- | ---------- |
| 1  | 2017年9月13日 | 第1話 - 第2話   | BSZD-08181 | DSZD-08181 |
| 2  | 2017年10月4日 | 第3話 - 第4話   | BSZD-08182 | DSZD-08182 |
| 3  | 2017年11月8日 | 第5話 - 第6話   | BSZD-08183 | DSZD-08183 |
| 4  | 2017年12月6日 | 第7話 - 第8話   | BSZD-08184 | DSZD-08184 |
| 5  | 2018年1月10日 | 第9話 - 第10話  | BSZD-08185 | DSZD-08185 |
| 6  | 2018年2月7日  | 第11話 - 第12話 | BSZD-08186 | DSZD-08186 |

| 日本テレビ 水曜1:59 - 2:29（火曜深夜）枠「AnichU」(前半)                                               | 日本テレビ 水曜1:59 - 2:29（火曜深夜）枠「AnichU」(前半)        | 日本テレビ 水曜1:59 - 2:29（火曜深夜）枠「AnichU」(前半) |
| 前番組                                                                                                 | 番組名                                                          | 次番組                                                   |
| --- | --------------------------------------------------------------- | -------------------------------------------------------- |
| パーソン・オブ・インタレスト シーズン3 ※1:59 - 2:54 （2017年1月18日 - 6月21日） - ここまで海外ドラマ枠 | ナナマル サンバツ （2017年7月5日 - 9月20日） - ここからアニメ枠 | Infini-T Force （2017年10月4日 - 12月26日）              |

## 舞台
2018年1月に「ナナマルサンバツ THE QUIZ STAGE」として舞台化されることが発表され、同年5月4日から9日まで東京・全労済ホール / スペース・ゼロで上演された。
2019年1月に「ナナマル サンバツ THE QUIZ STAGE ROUND 2」として舞台化されることが発表され、同年5月3日から8日まで東京・三越劇場で上演された。
2020年8月に舞台化第3弾が発表され、「ナナマル サンバツ THE QUIZ STAGE O（オー）」として2021年1月6日から17日まで東京・博品館劇場で上演された。
舞台の演出プランの一つして掲げられたのが「脚本無視のガチクイズ対決」で、劇中で脚本とは別に真剣なクイズ勝負が繰り広げられることになっている。
- 原作：杉基イクラ
- 脚本・演出：大歳倫弘（ヨーロッパ企画）[27][28][30]

キャスト（特筆なければ全公演共通）
- 越山識：西井幸人
- 深見真理：鈴木絢音（乃木坂46）
- 笹島学人：小澤亮太
- 御来屋千智：中村嘉惟人
- 深見誠司：横井翔二郎
- 大蔵邦光：石田隼（第1弾、第3弾ゲスト1月9日17：00）
- 上月由貴：加藤里保菜（第1弾、第2弾、第3弾ゲスト1月17日17:00）
- 町田勇太：石田剛太（ヨーロッパ企画）（第1弾、第2弾）
- 井上大将：諏訪雅（第1弾、第2弾、第3弾ゲスト1月17日12:00）
- 芦屋洋介：土佐和成（第1弾）、本折最強さとし（第2弾）
- 新名匠：吉田尚記（ニッポン放送アナウンサー）・帆世雄一（ダブルキャスト・第1弾）、菊池修司（第2弾）
- MC吉田：吉田尚記（ニッポン放送アナウンサー）（第2弾）
- 朝比奈栞：阪口珠美（乃木坂46）（第2弾、第3弾ゲスト1月9日17：00／1月17日17：00）
- 九条このみ：向井葉月（乃木坂46）（第2弾、第3弾ゲスト1月9日17：00／1月17日12：00）
- 苑原千明：吉田綾乃クリスティー（乃木坂46）（第2弾）
- 中澤藤一郎：角田貴志（ヨーロッパ企画）（第2弾）
- 三咲P：加藤靖久（第3弾）
- アキト：佐奈宏紀（第3弾）
- ヨシコ：弓木奈於（乃木坂46）（第3弾）
- ヒデキ：本折最強さとし（第3弾）
- アキト姉：中西柚貴（第3弾）
- アキト担任：石田剛太（ヨーロッパ企画）（第3弾）
- オオカド：角田貴志（ヨーロッパ企画）（第3弾）
- アキト父：土佐和成（ヨーロッパ企画）（第3弾）
- ヨシダ：吉田尚記（ニッポン放送アナウンサー）（第3弾）